# Перевісьє (село, Атюр'євський район)
Переві́сьє (рос. Перевесье, ерз. Перевесье) — село у складі Атюр'євського району Мордовії, Росія. Адміністративний центр Атюр'євського сільського поселення.
Населення — 212 осіб (2010; 215 у 2002).
Національний склад станом на 2002 рік:
- мордва — 90 %